# عبد اللطيف البناي
عبد اللطيف البناي ، (1948-) شاعر غنائي كويتي من الجيل الذي يجمع بين الماضي والحاضر في فنّه، إذ طوّع كلماته الغنائية بما يتناسب مع متطلّبات العصر، مع الحفاظ على الأصول في الحرفة الفنية. ويعتبر أحد فرسان الكلمة الكويتية المغناة، وأحد الشعراء الذين ساهموا بشكل كبير في تطوير الأغنية الكويتية الحديثة ونقلها من محيطها الإقليمي إلى العالم العربي.

## سيرته الفنية
أمضى البناي حوالي 50 سنة من العطاء المتميز في مسيرة الأغنية الكويتية، قدّم خلالها ما يربو على 600 أغنية بين عاطفية ووطنية ومناسبات وأوبريت، إضافة إلى ست مسرحيات غنائية، كذلك ساهم بكلماته العذبة في انطلاق أصوات غنائية كويتية وخليجية برزت وعرفت طريق الشهرة وأصبحت من أبرز النجوم على الساحة الغنائية، من هؤلاء: عبد الكريم عبد القادر، عبد الله الرويشد، نبيل شعيل، نوال، رباب ، أحلام، وكثر ممن تزخر بهم الساحة الفنية.
وذكر عبد اللطيف البناي في لقاء أجري معه عام 2015م أنه يعاني من مرض الرعاش منذ عشر سنوات.

## سيرته الذاتية
اسمه الكامل عبد اللطيف محمد البناي، من مواليد مارس  1948، وولد في الحيّ القبلي، وهو متزوّج وله من الأبناء: أنوار، عايشة، دلال، فاطمة، سارة، وناصر.

## بداياته
شهدت أواخر الستينيات ولادة الأغنية الأولى من كتابته وهي «بطاقة عيد» غناها المطرب يحيى أحمد ، أما أول أغنية عاطفية كتبها فكانت «تقول أصبر»، لحّنها المطرب الراحل عوض دوخي ، وغناها عام 1969.
بداية الشاعر عبد اللطيف البناي الحقيقية كانت في أوائل السبعينيات، وعندما برز في أوائل الثمانينيات كانت الساحة الغنائية الكويتية مليئة بكتّاب الأغنية الكبار، لكنه استطاع أن يشقّ طريقه ويقدّم لوناً جديداً، وساهم مع مجموعة من الملحنين والمطربين في تغيير شكل الأغنية الكويتية والخليجية وإعطائها نبرة جديدة عذبة، فكانت: «رحلتي» للفنان عبد الله الرويشد، «سكة سفر» للفنان نبيل شعيل، ثم توالت بعدها إبداعاته الغنائية التي غناها الفنان القدير عبد الكريم عبد القادر من بينها: «محال» والصوت الجريح ، وأغنيات أخرى. حتى أصبح عبد اللطيف البناي أحد أبرز كتّاب الأغنية الكويتية الخليجية في الثمانينيات، إذ جذب الجمهور إلى كلمته العذبة عبر أشعاره الممزوجة بالإحساس الصادق والتلقائية المنعمة بجودة التعبير ونبل الكلمة، فحلّق معها في آفاق من الحبّ والإخلاص والعطاء والوفاء للوطن.

## أعماله
في السبعينيات تعاون البناي مع الملحن راشد الخضر،ومن الأغاني التي قدمها في بدايات مسيرته الغنائية: «المزار بعيد» ألحان يوسف المهنا، غناء الفنان عبد الله بالخير، يقول في مطلعها:
الــدار قـفــره والــمـــــــزار بـعـيـــد
والشـــوق سـيــل مـعـنـــى عــالــبـــاب
غـيــــــر الحبـايـــب لاحشــا مــاريــــد
الـديـــره ضـاقــت من عـقـــب لحبــــاب
«عوافي» (1975)، ألحان يوسف المهنا، غناء المطرب عبد المحسن المهنا، يقول فيها:
عـــــــوافـــــي جـــــانـــه تــغـــيــّـــــر
عــــــــوافــــي جــــــانــــه تـــكــبــّــــر
وإن عـــــاد اهــــو نــســـانــــي
بـالـــعــون هـــم آنــــه اقــــــدر

### مع الملحّن راشد الخضر
بداية العلاقة بين عبد اللطيف البناي وراشد الخضر كانت في أغنية «سكة سفر» (1980)، غناها الصوت الجديد آنذاك المطرب نبيل شعيل، وتجدّد التعاون بين الثلاثي في أغنية «بوعي ضميره» (1983)، بعد ذلك تعاون البناي والخضر في أعمال عدة، من بينها: «أنا منساك» غناء المطرب نبيل شعيل، وقد حققت نجاحاً على الساحتين المحلية والعربية ويقول في مطلعها:
أنــا مــا أنـســـــاك لـــو تنـســـــى ولـــو طـــال عـلــيَّ بـــعـــدك
عـســـاك أنـــت بـــــخيــــــر ولانــــــي بـــــجـــــاهـــــلـــــه
ثلاثي البناي والخضر والرويشد كانت «رحلتي» وراء تكوين ثلاثي غنائي بين عبد الله الرويشد والملحن راشد الخضر والشاعر عبد اللطيف البناي، أثمر أعمالاً غنائية ناجحة في مسيرة الأغنية 
الكويتية التي كانت راكدة تعاني من الجمود.
أغنية «رحلتي» ويقول في مطلعها:
رحلتـي وتــركــتينــــي شمــــاتـــــه
حكـــوة بلـســـــان البشــــــر
جهلتـي من فدى عمـره وحياتـه
حـــاشـــه غـــــربــــال وســهـــــر
كما غنى «المسألة» التي يقول في مطلعها
المسـألــــة أسـمــع كــلامـك بــأولـه
المشكلــة أصبحــت أنـــت المشكلــة
أنـــــت إذا أنــــــت زعـــلــت
تـنـســــى إن لـــك صــــــاحــب
«الأزمان» و"قول لي على أيش»، «عندي الدليل»، و"قلبي معك» التي يقول فيها:
صـابــك غــرور والغـــرور لـمــا يصــيــب مشكلــه
تغـيـــر فيــك كــل شـيء حتــى طــرق المـعامــلـة
الأوّلــــه عـلّــيــت نـفــســـك فــــوق وفــــوق
والثــانــيــــة سـلـبـتــنـــــي كـــل الحـقـــــوق
والــثــالثــة أنــــت أبــــــــرود وآنـــا محــــروق
«اش غايظ الناس» (1990)، حققت نجاحاً لتكامل المستوى في المجهود الإبداعي الذي قدمه الثلاثي في هذه الأغنية ويقول فيها:
أش غـايـــــــظ النـــــاس غــيــــر حـبــــي وحــبـــــك
يــــــاتــــــــاج راســـي مـــانــــي بــنــاســي
ما دمـــت أنـا حــــــــــي
بالصـمــــت أحـــنـــا نــكــــيــــــد العــذّال
بعد التحرير (1992)، غنى عبد الله الرويشد من كلمات البناي وألحان راشد الخضر «عابوا»، يقول في مطلعها:
رضـا الـنــاس مــا هــمّـنــي
يـهـمنــي أنـــت فـقـــــط
هــــذا قــــراري وكلــمـتــي
مـالـــي أبــــد راي وســـــط
غنى الرويشد أيضاً «يسر أمري» من كلمات عبد اللطيف بناي وألحان خالد الشيخ.

### مع عبد الكريم والمهنا
العلاقة بين الشاعر عبد اللطيف البناي والملحن القدير يوسف المهنا وثيقة قبل أن يكون البناي شاعراً للأغنية… إذ كان المهنا أحد الذين نصحوه بالتريّث وعدم الاستعجال في بداياته، وشجّعه بأن لحّن له أكثر من أغنية عاطفية غناها شقيقه المطرب عبد المحسن المهنا، مع ذلك تبدو الأغنيات العاطفية من تأليف البناي وألحان المهنا قليلة، إذا ما قسناها بتلحينه لمؤلفين آخرين، من بينها في الثمانينيات: «القدرة تجيبه» غناء المطرب الشاب جاسم سنان ويقول فيها:
ألا يـــا قـلــب خـفـف مـــن ونـيـنـــــك
ولا تشـكـــــي عـذاب امفـارقـيـــنــــــ
تـجـمــل بالـصبــــــــر واللـه يعيـنــــك
يـطــيـــر الـطــيـــر والقـدرة تجـيبــــه
«وداعيه»، غناء الفنان القدير عبد الكريم عبد القادر، يقول فيها:
وداعـيـــه يــا آخـــــر ليلــــة تـجمعنـــــا وداعـيــــه
وأعـــز النـــــاس يودعنـا
ليـلـــه يـــــا عــســـاك تــــعــــــود
عـســى اللــــه يـصـبــــر الـمــوعـــود
يعتبر يوسف المهنا أحد أكثر الملحنين الذين لحنوا نصوصاً غنائية وطنية كتبها البناي، ومن بينها: «محملي عبر» (1983) غناء عبد المحسن المهنا، يقول فيها:
محملــي عــبــــــــر – عـبــــر
مـحـمـــــلـي شــــــايــــل خـيــــر
شــــايـــــــــل تــهـــانـــــي بـــــــلادي
والفـــرحــــــة تـمـــــــــلأ فـــــــــؤادي
«أنا الخليجي» (1984) وهي باللون الخليجي، شارك في أدائها المطربون: عبد الكريم عبد القادر، عبد المحسن المهنا، ونوال. يقول في مقدّمتها:
أنــــا الخــليجـــي سـتـــه شـــالـــوا رايتي
أنــــا الخليــجـــــــي والعـــروبـــــــة أمـــتـــــــي
أنــا الخـليـــجــــــي وربـــي سـهــل خــطــوتــــي
«دار الخير» (1986) غناء الفنانة القديرة سعاد عبد الله وتقول فيها:
وصلـنـــا الـديــــرة لـــو بــــعــــد
دار الـخــيـــــــــر دار الســـــعـــــد
بـانـــت مـعــالـمــهـــا يــارب سلمـهـــا
تـعــيــش وتـــحيـــــا الكــويــــت
ويـعــيــــش جــــــــــابـــــر وسـعــــــد
وأغنية وطنية بمناسبة العيد الوطني الخامس والعشرين، وقد شارك في أدائها المطربون 
الشباب: محمد البلوشي، إبراهيم القطان، وعبد الله الشحمان. يقول فيها:
اللـــــه يــــا تـــرابــهـــــــا الــثـــــــــــــــري
اللـــه يــا ثــــــوبـهـــــــــــا الــــــــــــــــزري
مـحــــروســــــة يـــــــــــا كــــــويـــــــــــــت
والســامـــــــع يــقــــــــــول آمـيــــــــــــــن
وفي عام 1986 غنت الفنانة هدى حسين والراحلة سارة المعتوق من كلمات البناي أغنية 
وطنية شعبية جميلة لحّنها الفنان القدير يوسف المهنا، ويقول في مطلعها:
طــبــي والفحــــي بالشـعــر صــوبــــي
وأنــا مــعـــاك فـي بخـنــــــكـي وثــوبــي
فـي عــرسهـــــا الكــويــــــت الليلـــــــــــه
فــــاح البخــــور وعـطــــر دروبـــــــــــــــــي
كذلك، غنّت الفنانة هدى حسين من كلماته أغنية «سمسمية» للأطفال، تقول فيها:
ســـــــم ســــــــم سـمــســمـــــيـــــــــــــــــــة
يــــالــبـــنـــــــــــــات ردوا عـــلــــيـّـــــه
بنــتـــــي خــلــصـــت مــن الـروضـــــة راحــــت الابــتــــــــدائـــيـــــــة
يقول عبد اللطيف البناي عن كتاباته الغنائية الوطنية:
«علينا أن نزيد هذا العطاء من أجل هذه الأرض الطيبة التي أعطتنا الكثير… وقد أخذت عهداً على نفسي أن أكتب، إلى جانب الأغاني العاطفية، الأغنية الوطنية لأن الشعور الوطني موجود في كل لحظة في وجداننا وقلوبنا»
طرق البناي مجال الأوبريت وكتب: أوبريت «الصداقة والسلام»، أوبريت عن دورة الخليج لكرة القدم العاشرة، أوبريت عن دورة ألعاب غرب آسيا التي أقيمت في الكويت (2002)، أوبريت عن قمة التعاون في الكويت (1997) من ألحان راشد الخضر وغناء عبد الله الرويشد (الكويت)، عبد المجيد عبد الله (السعودية)، أحمد الجميري (البحرين)، سالم بن علي (سلطنة عُمان) علي عبد الستار (قطر)، ريم (الإمارات) ويقول في بداية الأوبريت:
أنــا وجــه الــزمــــان اللـــي عــرفــــــوه النـــــــاس
أنــــا مــــن رافــــــق الجـمـــــــره وعليـهــــا داس
فــي هــالـســـاحـــل وعـمـــــري الـمـفـــتــــون
وبــقــــايـــــا محمـلــي أصـبـــح حـديــث النــاس

### عبد الكريم عبد القادر
العلاقة الوثيقة الثالثة التي ربطت الشاعر عبد اللطيف البناي بالعناصر الفنية التي تعامل معها خلال مشواره الفني الطويل كانت مع الصوت الجريح المطرب القدير عبد الكريم عبد القادر، فأثمرت أغنيات ناجحة من بينها: «وداعيّه»، «للصبر آخر»، «ردّي الزيارة»، «حبيبي يزعل»، «مركب غرامي» من تلحين إبراهيم الصولة، «شخبارك»، ثم «أنا رديت» و{عاشق» من ألحان عبد الرب أدريس، يقول في مطلعها:
عـاشــــق وظــــل صـبــــري يـطـــول
كــل يـــوم والـثـانـــــي
لكـنــــــي كـــل مــا جـــيــت أقـــول
مــا يـــطـــــــــــاوع لســانـــــــــــي
عام 1985، غنى عبد الكريم عبد القادر من شعر عبد اللطيف البناي أغنيات للأطفال، بالإضافة 
إلى أوبريت غنائي من ألحان راشد الخضر وأنور عبد الله وشاركته في الأداء هدى حسين.
عام 1986، سجل المطرب عبد الكريم عبد القادر من كلمات البناي وألحان الفنان الراحل 
راشد الخضر أغنية «جاوبني بالحال»، يقول في مطلعها:
مــــا اقــــول حــبـنــــي غــــصـــب
ومـــــا أجــبـــرك تـــهــــــوى
النـفـــــــــس ومـــــــا تـشـتـهـــــي
والــقـــــلـــب ومــا يـهـــــــــوى
عام 1995، غنى عبد الكريم عبد القادر من ألحان الراحل راشد الخضر وكلمات البناي أغنية عاطفية جميلة يقول فيها:
أخطـيـت في حـقي أمـرار وسامحـت
زاد الخطـأ منـك وتجـاوز حـــدوده
حتى لو مـديـت أيدي لك وصافحـت
القلب ما يبغيك والنفس مسدوده
يؤكد عبد اللطيف البناي في أحد حوارته الصحافية أن الفنان القدير عبد الكريم عبد القادر وقف
إلى جواره حتى بدأت خطواته الأولى التي استطاع فيها أن يتعامل بثقة في الساحة الغنائية.
يضيف: «الفنان عبد الكريم عبد القادر صديق العمر وعلاقتي به أسرية أكثر منها علاقة عمل فنية
صوت أبو خالد يعبر عن كلماتي ومعانيها كأحسن ما يكون التعبير ويوصلها كما أريد وأفضل»
من الأغاني الجميلة التي غناها عبد الكريم عبد القادر من كلمات البناي وألحان أنور عبد الله «من قال»، يقول فيها:
مــــن قـــال أنـــا مــــــا أبيـــــك
وأنــــا اللــي قــلــت للنــــــــاس
أحـــــــلا طـــــــواريـــــــــك
أبــعـــد عـــن التـشــكــيــــك
واللــــه وأمـــان اللـــــه
مـــــــقـــــدر أنـــــا أخـــــليــــــك
يتميّز التعاون بين عبد الكريم عبد القادر والشاعر البناي بتنوع الملحنين، ومن آخر تعاون بينهما أغنيتان عاطفيتان (سجلتا عام 2000): «وش جابني» من ألحان الدكتور عبد الرب إدريس، و{روح» من ألحان الفنان أنور عبد الله، يقول في مطلعها:
بيــنـــــــي وبــيــــنـــــك الأيــــــام
روح… روح بـــــدال العـــــــام أعــوام
منـتـــه أول مـــن جـــرح قلبـــي وراح
وماني أول من حضن ليـل الجراح

### مع الفنانة نوال الكويتيّة
يتمتع الشاعر عبد اللطيف البناي بخبرة طويلة في كتابة الكلمة الغنائية الجميلة إذ قدمها من عصارة أفكاره في قصائد للحب وهي كثيرة، كذلك كتب للوطن والوفاء والعطاء… 
وغنى كلماته أكثر من صوت في الكويت والخليج والوطن العربي…
تعتبر الفنانة نوال أحد أكثر الأصوات التي غنت من كلماته، كانت البداية عام 1984 في أغنية «يوه يا يوه» التي اندرجت ضمن أول ألبوماتها الذي حمل اسم الأغنية ويقول في مطلعها:
يــــــــــوه يــــــــا يــــــــــــــــــــــوه
شــــد الهـــــــــــــــوى حبـلـــــــــــــي
يــــــــوه يـــــــــا يـــــــــــــــــــــــــوه
عســى اللــه يفـــــــــرجلــــــــــــــي
حبــيـــــــــت اللــــــي مــا يستــاهـــــــل
وتضمن الألبوم أيضاً أغنيات أخرى من كلماته منها: «عمري رحل»، «سفر سفر»، 
«مابي أكثر»، «أربع سنين»… ويقول في مطلع أغنية «مابي أكثر»:
هـذه أنـا وهـذي جـرحـي بيــــن أيـديــــــك
أشـتكــــي لـك علـنــــي أصعـب عليــــــــــك
أنـــــا مــا حـــبــيــــت غــيـــــرك
ويـشـــهـــــد بــــهــــذا ضــــــميــــرك
قال الشاعر عبد اللطيف البناي عام 1983 قبل صدور الألبوم الأول عن الفنانة نوال: «ستكون نوال الصوت النسائي الأول في الكويت والخليج… فلها صوت له شخصية مستقلة وعلى ثقافة موسيقية»
ومن أغاني الألبوم:
آه عـلــــــى وقــــــــت مـضـــــى
آه عـلـــى عـمــــــــر قــضـــــى
عــمـــــري رحــــل بـــــبــــــلاش
مـــــــع واحـــــــــد غــــشـــــــاش
لاقت أغنيات الألبوم، التي لحنها الراحل راشد الخضر، نجاحاً وحققت شهرة وخصوصاً أغنية «أربع سنين» وتقول فيها:
أربـع سـنيـن انتـطـالـع بالعيــون
أربــع سنيـن وحـكينــا بالعيـــون
لا هــو يــعــــرف مـن أكــــــون
ولا أعــــــرف مــــــن يــكـــــون

### محمد عبده
خلال مسيرته الفنية، تعاون الشاعر عبد اللطيف البناي مع نجوم الأغنية الخليجية والعربية، فغنى له المطربون: محمد عبده أربع أغنيات من أبرزها «هلا بالطيب الغالي»، عبد المجيد عبد الله مجموعة من الأغنيات من أبرزها «الحب قسمة ونصيب»، لطيفة التونسية أغنية «ودعته»، نادية مصطفى غنت له من ألحان الراحل راشد الخضر «ربيتك» و{يا دانه»، راغب علامة وسميرة سعيد وإلينا وراشد الماجد الذي غنى له من ألحان أنور عبد الله «لا تشتكي» و{يا طالب الصلح» ويقول في مطلعها:
يــا طــــالــب الصـلـــح مـنـــــي
أقــــــــول ذا بــعـــــــدك
مـا كـنـــــت لا هـي فـي حــالــــك
أيــــــــــش الـــــــذي ردك